# Ꙓ
Ꙓ (minuscule : ꙓ), appelé ïat yodisé, jatʹ yodisé ou yate yodisé, est une lettre archaïque de l'alphabet cyrillique utilisée dans l’Izbornik de Svyatoslav de 1073 dans lequel elle est distincte de la jatʼ ‹ Ѣ ›.

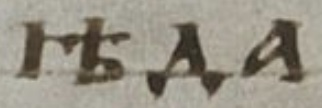
ꙓда dans L’Izbornik de Sviatoslav de 1076.

## Représentations informatiques
Le yate yodisé peut être représenté avec les caractères Unicode suivants :
| formes    | représentations | chaînes de caractères | points de code | descriptions                            |
| --------- | --------------- | --------------------- | -------------- | --------------------------------------- |
| capitale  | Ꙓ               | Ꙓ                     | U+A652         | lettre majuscule cyrillique yate yodisé |
| minuscule | ꙓ               | ꙓ                     | U+A653         | lettre minuscule cyrillique yate yodisé |